# Tetov
Tetov (en allemand : Tettau) est une commune du district et de la région de Pardubice, en République tchèque. Sa population s'élevait à 168 habitants en 2024.

## Géographie
Tetov se trouve à 9 km au sud de Chlumec nad Cidlinou, à 25 km à l'ouest-nord-ouest de Pardubice, à 31 km au sud-ouest de Hradec Králové et à 73 km à l'est de Prague.
La commune est limitée par Žiželice au nord, par Kladruby nad Labem à l'est et au sud, et par Hlavečník et Uhlířská Lhota à l'ouest.

## Histoire
La première mention écrite de la localité date de 1716.

## Galerie

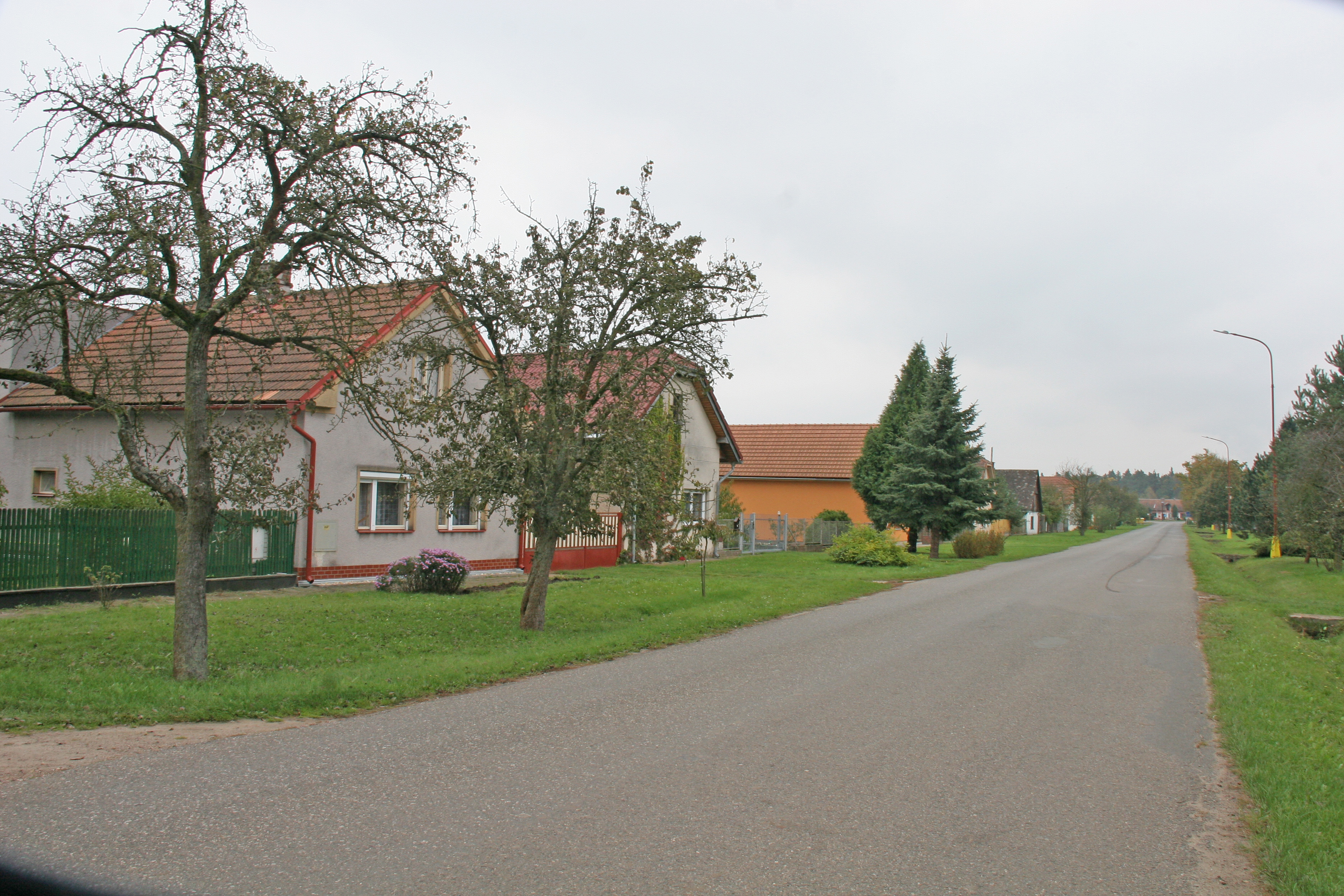
Rue à Tetov.
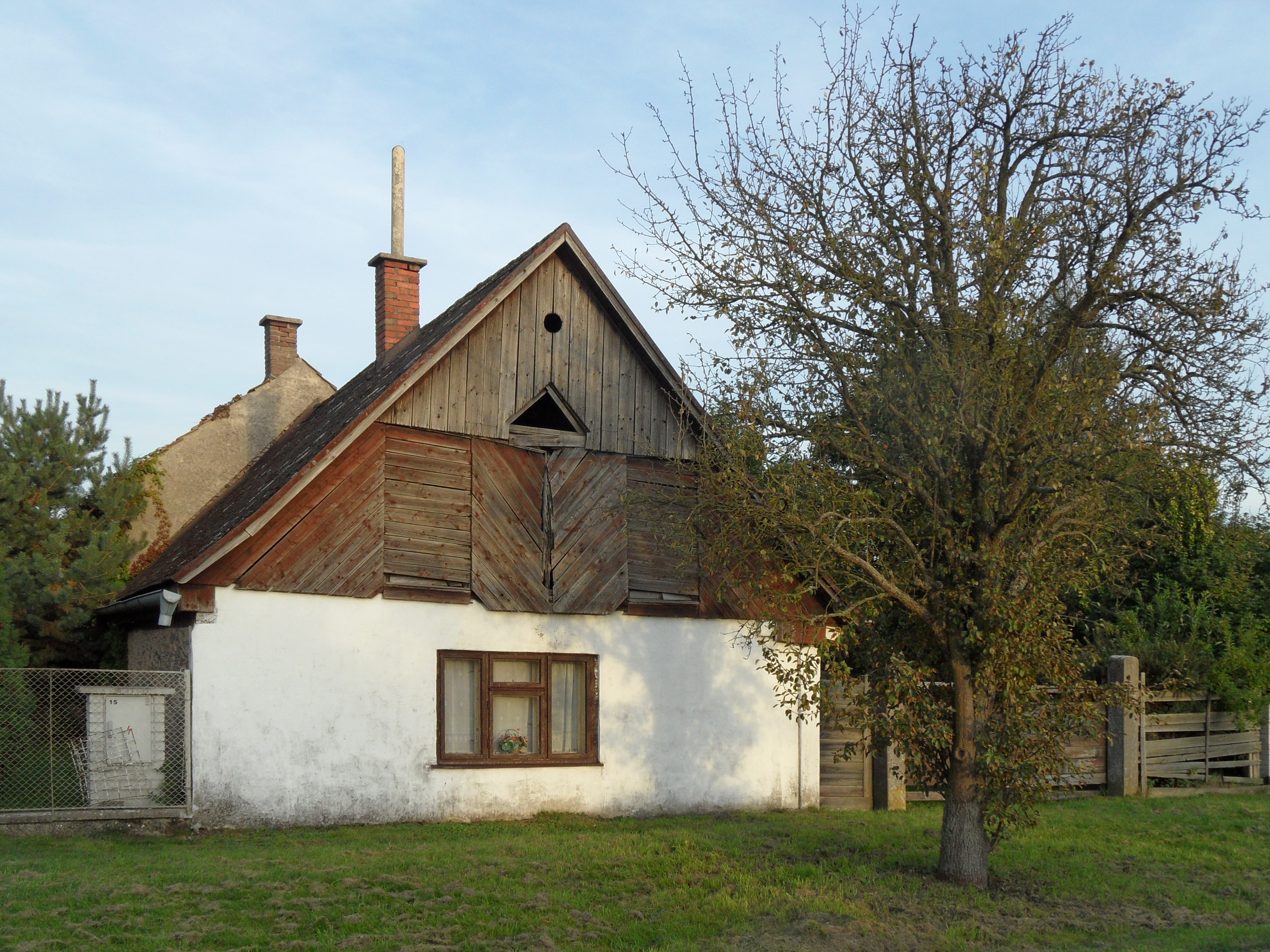
Architecture rurale.

## Transports
Par la route, Tetov se trouve à 11 km de Chlumec nad Cidlinou, à 22 km de Kolín, à 31 km de Pardubice et à 90 km de Prague. 